# Chevrolet Express
Chevrolet Express även kallad GMC Savana är en fullstor van baserad på samma generation Chevrolet Silverado och GMC Sierra. Den lanserades 1996 som ersättare till den föråldrade Chevrolet Van/GMC Vandura som hade varit i produktion i hela 25 år med samma grundkaross.
Den senaste generationen har tydliga släktdrag i designen med de mindre Chevrolet Astro och GMC Safari.
Huvudkonkurrenten är som vanligt Ford E-serien eller Ford Econoline som den också kallas.
Chevrolet Express och GMC Savana har genomgått två ansiktslyftningar men är annars i princip oförändrade och kommer att finnas kvar på modellprogrammen många år än.
1997 lanserade en utomstående tillverkare en förädlad specialutgåva av Express / Savana.
Serien heter Explorer och företaget som utvecklar den heter Explorer Company och ligger i Warsaw, Indiana. 